# Znajdź mnie
Znajdź mnie (ang. Find Me) – amerykańska powieść z 2019, autorstwa André Acimana. Ukazała się 29 października 2019, nakładem Farrar, Straus and Giroux. Polska premiera powieści odbyła się dzień później. Autorem polskiego tłumaczenia był Tomasz Bieroń. Książka jest kontynuacją powieści z 2007 pod tytułem Tamte dni, tamte noce. Powieść podzielona jest na cztery części: Tempo, Cadenza, Capriccio, Da Capo. 

## Fabuła

### Tempo
Samuel „Sami” Perlman, ojciec Elio, podróżuje pociągiem. Od wakacyjnego romansu jego syna minęło dziesięć lat. Emerytowany profesor jest po rozwodzie i jedzie do Rzymu, spotkać się z synem. W trakcie podróży poznaje Mirandę: młodą fotografkę, która ujmuje go swoim ciętym językiem. Jeszcze tego samego dnia kobieta zaprasza Samuela do domu swojego ojca, gdzie jedzą posiłek. Następnie między dwójką ludzi zawiązuje się romans, o czym Elio dowiaduje się następnego dnia.

### Cadenza
Mija pięć lat. Elio przebywa w Paryżu. Jest już docenionym pianistą. Poznaje Michaela, starszego od siebie mężczyznę. Wdaje się w nim w romans. Ten nie trwa jednak długo: obydwaj orientują się, że Michael nie jest „tym jedynym” dla Elio.

### Capriccio
Dwadzieścia lat po wydarzeniach z Tamtych dni, tamtych nocy, Oliver pracuje jako profesor w Nowej Anglii. Zastanawia się nad swoim życiem i rozważa wyjazd do Europy. 

### Da Capo
Część prowadzona w narracji Elio, rozgrywająca się niedługo po akcji w poprzedniej części. Oliver przybywa do Włoch i jednoczy się ze swoim kochankiem sprzed lat. Samuel, ojciec Elio, już nie żyje, jednak w domu przebywa Miranda oraz przyrodni brat Perlmana.

## Odbiór
Powieść Znajdź mnie spotkała się z mieszanymi recenzjami krytyków literackich, a agregator recenzji Book Marks zgłosił pięć negatywnych i dwie mieszane recenzje wśród 18 ogółem.
11 listopada 2019 powieść zajmowała 6 miejsce w Top100 sklepu Empik w kategorii literatura obyczajowa.